# London and North Western Railway
Лондонская и Северо-Западная железная дорога (London and North Western Railway, LNWR, L&NWR) — британская железнодорожная компания, существовавшая между 1846 и 1922 годами. В конце XIX века LNWR была крупнейшей акционерной компанией Великобритании.
В 1923 году LNWR стал составной частью London, Midland and Scottish Railway (LMS), которая после национализации в 1948 году превратилась в Лондонско-мидлендский регион British Railways. Фактически LNWR составляет основу современной West Coast Main Line.

## История
Компания была образована 16 июля 1846 года путем слияния железных дорог Grand Junction Railway, London and Birmingham Railway и Manchester and Birmingham Railway. Этот шаг был частично вызван намерениями Great Western Railway проложить железнодорожную магистраль север от Оксфорда до Бирмингема. Вновь образованная компания имела в распоряжении приблизительно 500 км путей, соединяющий Лондон с Бирмингемом, Кру, Честером, Ливерпулем и Манчестером.
Штаб-квартира компании находилась в здании лондонского вокзала Юстон. В связи с увеличением грузопотока административные площади были значительно увеличена в 1849 году благодаря постройке Грейт-Холл, спроектированного Филиппом Чарльзом Хардвиком в классическом стиле. Здание имело 38 м в длину, 19 м в ширину и 20 м в высоту. Его строительство обошлось в значительную для того времени сумму — 150 000 фунтов стерлингов (более 15 млн фунтов стерлингов в ценах 2018 года). Вокзал располагался на улице Драммонд. Дальнейшее его расширение привело к появлению двух дополнительных платформ в 1870-х годах и еще четырёх в 1890-х годах, в результате чего общее количество перронов достигло 15.
LNWR позиционировала себя как передовую железную дорогу. Это оправдывалось тем, что компании принадлежала железная дорога Ливерпуль — Манчестер, открывшаяся в 1830 года, и линия, соединяющая Лондон, Бирмингем и Ланкашир, ставшая в 1838 году первой магистральной железной дорогой Великобритании. Будучи крупнейшей акционерной компанией Великобритании, LNWR получала больший доход, чем любая другая железнодорожная компания того времени.
После присоединения в 1846 году к Grand Junction Railway железной дороги North Union Railway, LNWR распространила своё влияние на север до Престона. В 1859 году Lancaster and Preston Junction Railway объединилась с Lancaster and Carlisle Railway, и объединенная железнодорожная сеть была сдана в аренду LNWR, что обеспечило последней прямой маршрут из Лондона в Карлайл.
В 1858 году LNWR объединилась с Chester and Holyhead Railway, имевшую выгодный контракт с Почтой Ирландии на доставку почты по Северо-Уэльской железной дороге до Холихеда.
1 февраля 1859 года компания запустила сервис по доставке почты, в рамках которого выделялись три пассажирских вагона для корреспонденции: по одному для Глазго, Эдинбурга и Перта. При этом главный почтмейстер охотно предоставлял и четвёртый вагон, если дополнительный вес не влиял на время в пути. По расписанию поезд отправлялся из Юстона вечером в 20:30 и работал до появления в 1885 году специального почтового поезда, полностью состоящего из почтовых вагонов. 1 октября 1873 года между Юстоном и Глазго впервые прошёл поезд со спальным вагоном, присоединённым к вечернему почтовому поезду. Спальные вагоны отправлялись в три из семи ночей в неделю в каждом направлении. 1 февраля 1874 года к поезду был присоединён второй спальный вагон, и перевозки пассажиров начали осуществляться каждую ночь.
В 1860 году компания впервые применила устройство для заправки паровозов водой на ходу, спроектированное Джоном Рамсботтом. Оно было установлено в Мохдре, между Лландудно-Джанкшен и Колвин-Бэй.
Компания унаследовала ряд производственных мощностей от присоединённых компаний, но в ходе проведённой в 1862 году реорганизации локомотивное производство было сосредоточено в Кру, пассажирское вагоностроение — в Вулвертоне, грузовое вагоностроение — в Эрлстауне.
Основой железнодорожной сети LNWR была магистральная линия, соединяющая лондонский Юстон с крупными городами: Бирмингемом, Ливерпулем и Манчестером, а также, благодаря сотрудничеству с Каледонской железной дорогой, Эдинбургом и Глазго. Этот маршрут сегодня известен как West Coast Main Line. Паромное сообщение связывало Холихед в Уэльсе с Гринором в Ирландии, где LNWR владела 40-километровой железной дорогой Dundalk, Newry and Greenore Railway, которая имела выход на ирландские магистрали в Дандолке и Ньюри.
LNWR владела магистралью, соединяющей Ливерпуль и Манчестер с Лидсом, а также второстепенными маршрутами, оканчивающимися в Ноттингеме, Дерби, Питерборо и Южном Уэльсе.
В момент максимального расширения накануне Первой мировой войны общая длина железных дорог LNWR составляла более 2400 км, которые обслуживало более 111 000 человек. В 1913 году компания получила суммарный доход в размере 17 219 060 фунтов стерлингов (1 664 280 000 фунтов стерлингов в ценах 2018 года) при издержках 11 322 164 фунтов стерлингов (1 094 320 000 фунтов стерлингов в ценах 2018 года).
1 января 1922 года, за год до консолидации британских железных дорог, LNWR объединилась с Lancashire and Yorkshire Railway (включая ее дочернюю Dearne Valley Railway), North London Railway и Shropshire Union Railways and Canal Company. В результате общая протяжённость железнодорожной сети LNWR (включая соединительные, арендованные или заводские линии) достигла 4400 км.

## Наследие
После консолидации железнодорожных компаний Великобритании в 1923 году LNWR стала составной частью железной дороги London, Midland and Scottish Railway (LMS). Бывшие линии LNWR сформировали ядро западного LMS Western Division.
После национализации в 1948 году английская и валлийская линии LMS стали Лондонско-Мидлендским регионом British Railways. Некоторые прежние маршруты LNWR были закрыты, особенно линии, проходящие с востока на запад через Мидлендс (например, Питерборо — Нортгемптон и Кембридж — Оксфорд), а другие стали частью сети Inter City, в частности, магистрали от Лондона до Бирмингема, Манчестера, Ливерпуля и Карлайла, получившие название West Coast Main Line. Они были электрифицированы в 1960-х и 1970-х годах, а в 1990-х и 2000-х годах их модернизированы, что повысило скорость поездов до 200 км/ч. Другие линии LNWR превратились в часть пригородных маршрутов из крупных городов, таких как Бирмингем и Манчестер. В 2017 году было объявлено, что новый франчайзи, работающий на линиях Западного Мидлендса и на Западном побережье, будет использовать бренд London Northwestern Railway в знак уважения к LNWR.

## Приобретения
- Anglesey Central Railway, 1876
- Ashby and Nuneaton Joint Railway (в партнёрстве с Midland Railway) 1873
- Aylesbury Railway,[13]  1846
- Bedford and Cambridge Railway, 1865
- Birkenhead Railway, 1861 (совместно с GWR)
- Birmingham, Wolverhampton and Stour Valley Railway, 1847 (Stour Valley Line)
- Brynmawr and Blaenavon Railway, 1869
- Brynmawr and Western Valleys Railway, 1902 (совместно с GWR)
- Buckinghamshire Railway,[14]  1847
- Cannock Chase Railway, 1863
- Cannock Mineral Railway, 1869
- Carnarvon and Llanberis Railway, 1870
- Carnarvonshire Railway, 1870
- Central Wales Railway, 1868
- Central Wales and Carmarthen Junction Railway, 1891
- Central Wales Extension Railway, 1868
- Chester and Holyhead Railway, 1858
- Cockermouth and Workington Railway, 1866
- Conway and Llanrwst Railway, 1867
- Cromford and High Peak Railway, 1862
- Denbigh, Ruthin and Corwen Railway, 1879
- Dundalk, Newry and Greenore Railway, 1869
- Fleetwood, Preston and West Riding Junction Railway, 1867 (совместно с Lancashire and Yorkshire Railway)
- Hampstead Junction Railway, 1867
- Harrow and Stanmore Railway, 1899
- Huddersfield and Manchester Railway and Canal, 1847
- Knighton Railway, 1863
- Lancashire and Yorkshire Railway, 1921
- Lancashire Union Railway, 1883 (совместно с Lancashire and Yorkshire Railway)
- Lancaster and Carlisle Railway, 1859
- Leeds, Dewsbury and Manchester Railway, 1847
- Ludlow and Clee Hill Railway, 1892 (совместно с GWR)
- Manchester South Junction and Altrincham Railway, 1849 (совместно с Sheffield, Ashton-under-Lyne and Manchester Railway)
- Merthyr, Tredegar and Abergavenny Railway, 1862
- Nerquis Railway, 1866
- Newport Pagnell Railway, 1875
- North and South Western Junction Railway, 1871 (совместно с Midland Railway и North London Railway)
- North London Railway, 1909 (NLR сохранила собственный совет директоров)
- Northampton and Peterborough Railway, 1846
- Oldham, Ashton-under-Lyne and Guide Bridge Railway, 1862 (совместно с Manchester, Sheffield and Lincolnshire Railway)
- Portpatrick and Wigtownshire Railway, 1885 (совместно с Midland Railway, Caledonian Railway and Glasgow and South Western Railway)
- Preston and Wyre Railway, 1847 (совместно с Lancashire and Yorkshire Railway)
- Rugby and Leamington Railway, 1848
- Rugby and Stamford Railway, 1846
- St George's Harbour, 1861
- St Helens Canal and Railway, 1864
- Shrewsbury and Hereford Railway, 1862 (совместно с GWR and West Midland Railway)
- Shrewsbury and Welshpool Railway, 1864 (совместно с GWR с 1865)
- Shropshire Union Railways and Canal, 1847
- Sirhowy Railway, 1876
- South Leicestershire Railway, 1867
- South Staffordshire Railway, 1861
- Stockport, Disley and Whaley Bridge Railway, 1866
- Trent Valley Railway, 1847
- Tenbury Railway, 1866 (совместно с GWR с 1869)
- Vale of Clwyd Railway, 1867
- Vale of Towy Railway, 1884 (совместно с GWR с 1889)
- Warrington and Stockport Railway, 1859
- Watford and Rickmansworth Railway, 1881
- West London Extension Railway, 1859 (совместно с GWR, LSWR и LBSCR)
- Whitehaven, Cleator and Egremont Railway, 1877 (совместно с Furness Railway с 1878)
- Whitehaven Junction Railway, 1866

## Локомотивы
Основные производства LNWR располагались в Кру (локомотивы), Вулвертоне (пассажирские вагоны) и Эрлстауне (грузовые вагоны). При выходе с завода локомотивы обычно окрашивали в зелёный цвет, с 1873 года в качестве стандартной раскраски был выбран чёрный цвет. Оттенок получил наименование «blackberry black» — «ежевично-чёрный».

## Аварии и происшествия
Крупные аварии на LNWR:
- 26 марта 1850 года из-за манипуляций с предохранительным клапаном взорвался котёл паровоза в Вулвертоне (Бакингемшир). Один человек ранен[15].
- 30 апреля 1851 года поезд, возвращавшийся с Честерских скачек, сломался в туннеле Саттон, в него врезался следующий поезд. Шесть пассажиров погибли[7].
- 6 сентября 1851 года поезд, перевозивший пассажиров на Всемирную выставку, возвращаясь с вокзала Юстон в Оксфорд, сошёл с рельсов в Бестере. Шесть пассажиров погибли.
- 6 марта 1853 года взорвался котёл паровоза в Лонгсайте (Ланкашир). Шесть человек погибло, сильно пострадало депо.
- 27 августа 1860 года пассажирский поезд столкнулся с грузовым поездом в Крейвен-Армс. Один пассажир погиб.
- 16 ноября 1860 года в Атерстоне ночной поезд с ирландской почтой столкнулся с поездом с крупным рогатым скотом. Погибли пожарный почтового поезда и девять скотников в поезде со скотом.
- 11 июня 1861 года под грузовым поездом в Лик-Вуттон (Уорикшир) рухнул чугунный мост. Погибла паровозная бригада из двух человек.
- 2 сентября 1861 года поезд с балластом выехал с бокового пути на главную линию сразу за Кентиш-Таун-Джанкшен, не получив разрешения сигнальщика. Навстречу ему, также проигнорировав запрещающий сигнал, проследовал поезд из Кью. В результате столкновения погибло четырнадцать пассажиров и два железнодорожника.
- 29 июня 1867 года пассажирский поезд врезался в заднюю часть поезда с углём в Уоррингтоне (Чешир). Причиной стала ошибка стрелочника, усугублённая отсутствием блокирующей сигнализации. Восемь человек погибли, 33 получили ранения.
- 20 августа 1868 года несколько вагонов скатились со склона из Лландуласа (Денбишир) во время маневровых операций. В Абергеле (Денбишир) в них врезался почтовый поезд. Керосин, перевозимый в вагонах, привёл к возгоранию. Погибло тридцать три человека, что сделало катастрофу крупнейшей в истории железных дорог Великобритании.
- 14 сентября 1870 года почтовый поезд был направлен из-за ошибки сигнальщика в сторону станции Тамворт (Стаффордшир). Пройдя на скорости тупиковую вету, он упал в реку Анкер. Погибло три человека[16].
- В 1870 году грузовой поезд North Eastern Railway проследовал на запрещающий сигнал и столкнулся с пассажирским поездом у Сент-Николас-Кроссинг в Карлайле (Камберленд). В результате пять человек погибло. Машинист грузового поезда был пьян.
- 26 ноября 1870 года грузовой поезд врезался в шедший впереди почтовый поезд в Харроу (Мидлсекс). Восемь человек погибло.
- 2 августа 1873 года пассажирский поезд сошел с рельсов в Уигане (Ланкашир) из-за превышения скорости. Тринадцать человек погибло, 30 получили ранения.
- 22 декабря 1894 года в Челфорде (Чешир) вагон пассажирского поезда сошел с рельсов. В него врезался пассажирский экспресс и также сошёл с рельсов. Четырнадцать человек погибло, 48 получили ранения.
- 15 августа 1895 года в Престоне (Ланкашир) из-за превышения скорость на кривой сошел с рельсов пассажирский экспресс. Один человек погиб[17].
- 12 января 1899 года в Пенмаенмар (Кернарфоншир) сошел с рельсов грузовой экспресс из-за того размытых штормом путей. Погибла паровозная бригада из двух человек[18].
- С 15 августа 1903 года два пассажирских поезда столкнулись в Престоне (Ланкашир) из-за неисправности сигнализации[19].
- 15 октября 1907 года в Шрусбери (Шропшир) из-за превышения скорости на кривой сошёл с рельсов почтовый поезд. Восемнадцать человек погибло[20].
- 19 августа 1909 года пассажирский поезд сошел с рельсов во Фризланде (Западный Йоркшир). Два человека погибло[21].
- 5 декабря 1910 года на станции Willesden Junction в Лондоне один пассажирский поезд врезался сзади в другой. Три человека погибло, более 40 получили ранения[22].
- 17 сентября 1912 года машинист экспресса неправильно понял сигнал в Диттон-Джанкшн (Чешир). Поезд сошел с рельсов из-за превышения скорости. Пятнадцать человек погибло.
- 14 августа 1915 года в Видоне (Нортгемптоншир) из-за неисправности паровоза сошёл с рельсов пассажирский экспресс. Десять человек погибло, 21 получили ранения.
- 11 ноября 1921 года взорвался котёл паровоза в Бакстоне (Дербишир) . Два человека погибло[23].

## Электрификация
С 1909 по 1922 год LNWR предприняла масштабный проект по электрификации всей своей лондонской пригородной сети.

## Флот
LNWR использовала несколько морских судов в Ирландском море на маршруте между Холихедом и Дублином, Хоутом, Кингстауном и Гринором. В Гриноре LNWR построила Dundalk, Newry and Greenore Railway, связавшую порт с магистралью Белфаст — Дублин, принадлежащей Great Northern Railway.
В совместно пользовании LNWR и Lancashire & Yorkshire Railway находились суда, осуществлявшие перевозки из Флитвуда в Белфаст и Дерри.

## Сотрудники

### Председатели совета директоров
- 1846—1852 — Джордж Глин
- 1852—1853 — Джордж Энсон
- 1853—1861 — Ричард Темпл-Гренвилл
- 1861—1861 Константин Ричард Мурсом
- 1861—1891 — Ричард Мун
- 1891—1911 — Ричард Гросвенор
- 1911—1921 — Гилберт Клафтон
- 1921—1923 — Чарльз Лоуренс

### Генеральные менеджеры
- 1846—1858 — Марк Хьюиш
- 1858—1874 — Уильям Коуквелл
- 1874—1893 — Джордж Финдлей
- 1893—1908 — Фредерик Харрисон
- 1909—1914 — Фрэнк Ри
- 1914—1914 — Роберт Тернбулл
- 1914—1919 — Гай Калтроп
- 1919—1920 — Айзек Томас Уильямс
- 1920—1923 — Артур Уотсон

### Локомотивные суперинтенданты и главные механики
Южное отделение:
- 1846—1847 — Эдвард Бери
- 1847—1862 — Джеймс Макконнелл

Северо-восточное отделение:
- 1846—1857 — Джон Рэмсботтом

В 1857 году.отделение стало частью Северного отделения
Северное отделение:
- 1846—1857 — Фрэнсис Тревитик
- 1857—1862 — Джон Рэмсботтом

Северное и Южное отделения объединены в апреле 1862 года:
- 1862—1871 — Джон Рамсботтом
- 1871—1903 — Фрэнсис Уильям Уэбб
- 1903—1909 — Джордж Кит
- 1909—1920 — Чарльз Боуэн Кук
- 1920—1921 — Хьюитт Пирсон Монтегю Бимз
- 1922—1922 — Джордж Хьюз (бывший главный механик Lancashire and Yorkshire Railway)

## Сохранение
- Пути бывшей LNWR сохранились в виде исторических железных дорог Battlefield Line Railway, Nene Valley Railway и Northampton & Lamport Railway. Последняя выпускаеть ежеквартальный журнал Premier Line[24].
- Часть бывших путей LNWR и здания станций сохранились в Куэнтоне около Эйлсбери. Они находятся в ведении Buckinghamshire Railway Preservation Society, здесь же на бывшей станции Оксфорд-Рули-Роуд размещёны исторический подвижной состав LNWR. На линии работают несколько паровозов, совершающие регулярные поездки.